# Plebania w Šonovie
Plebania w Šonovie – zabytkowa plebania wybudowana miejscowości Šonov, położonej w północno-zachodnich Czechach, w kraju hradeckim, w Sudetach Środkowych.

## Historia
W XIV w. we wsi istniał kościół pw. św. Jana Ewangelisty, zbudowany z drewna, na którego miejscu w XIX w. wzniesiono neogotycką kaplicę cmentarną pw. Marii Panny. Jest ona postawiona na planie prostokąta i kryta dachem dwuspadowym.
Obok kaplicy znajduje się piętrowa plebania wybudowana z kamienia. W salach na parterze znajdują się sklepienia. Stan obecny to ruina bez dachu z zawalonymi częściowo stropami (sklepieniami) parteru.
Powyżej plebanii na wzniesieniu w latach 1726–1730 wybudowano kościół św. Małgorzaty w Šonovie w stylu barokowym według projektu Kiliána Ignáca Dientzenhofera; należący do broumovskiej grupy kościołów.

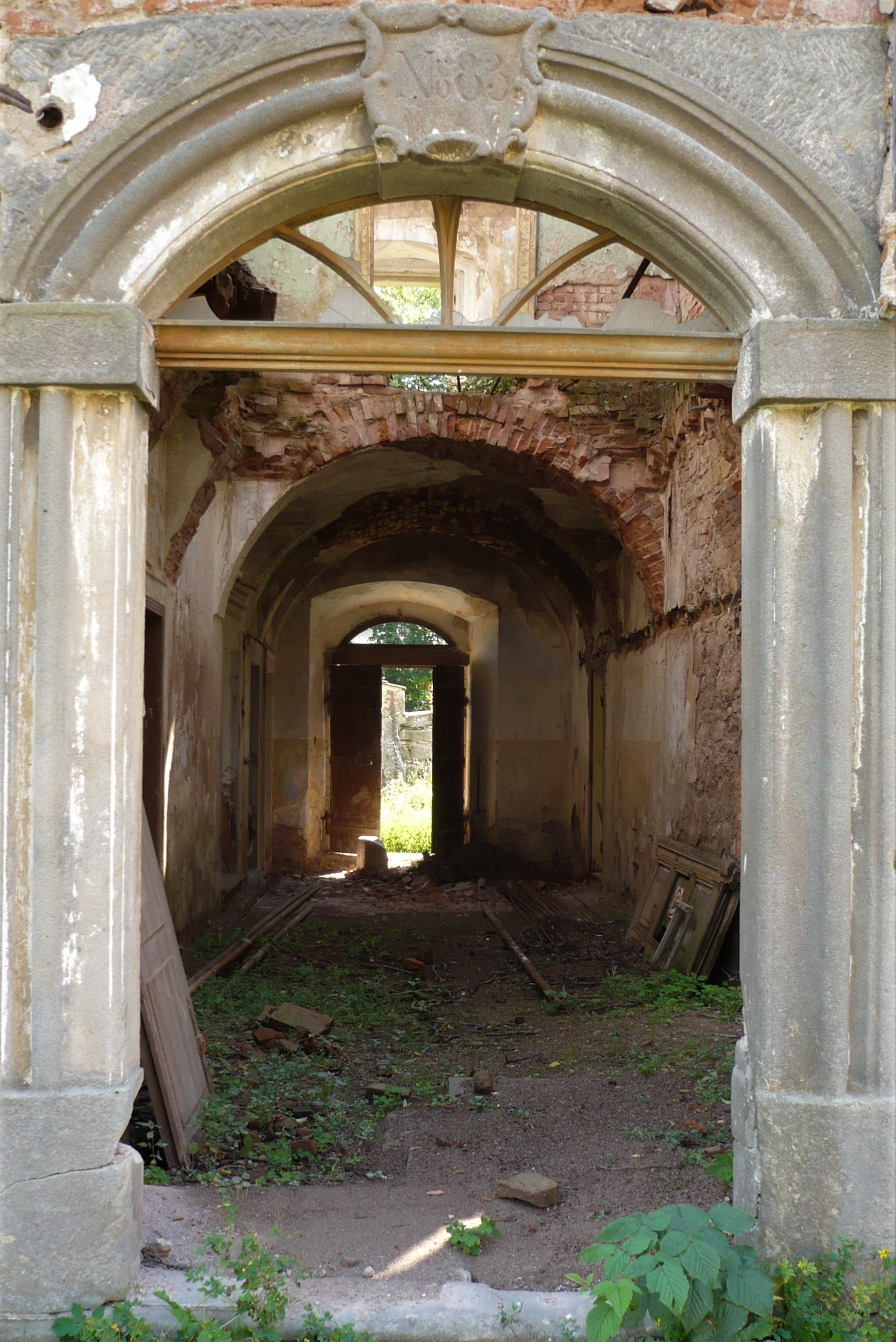
Plebania (2023)
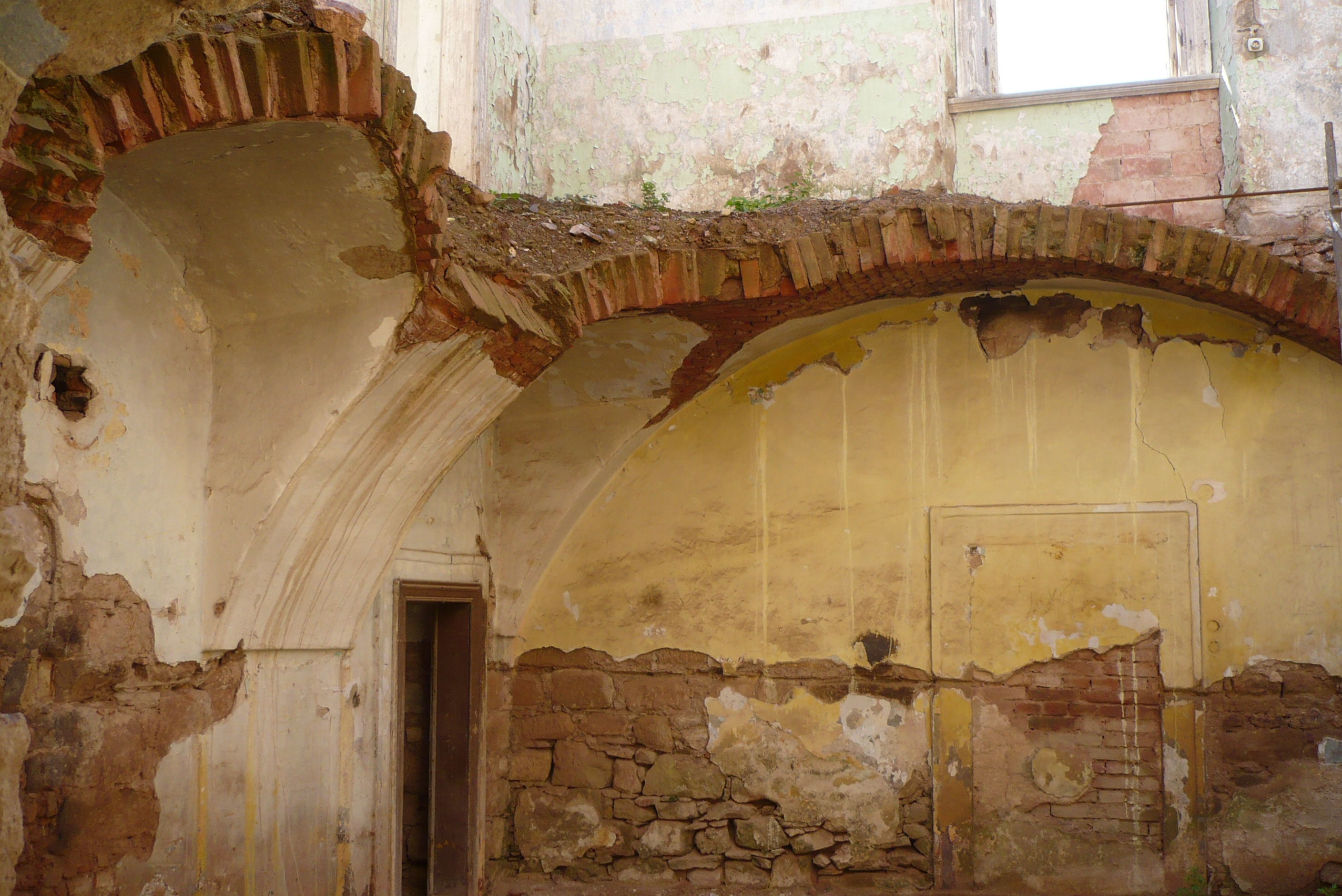
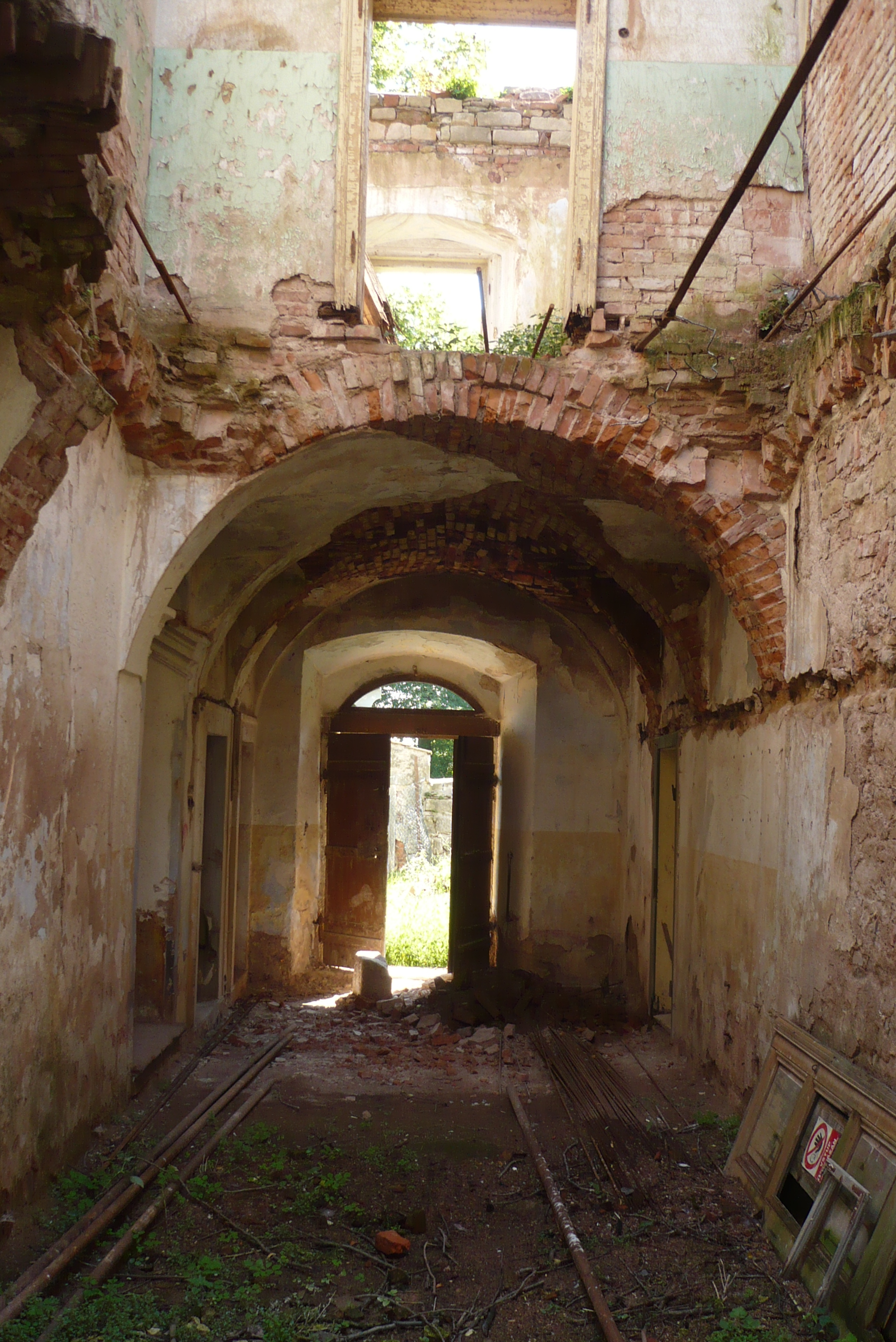
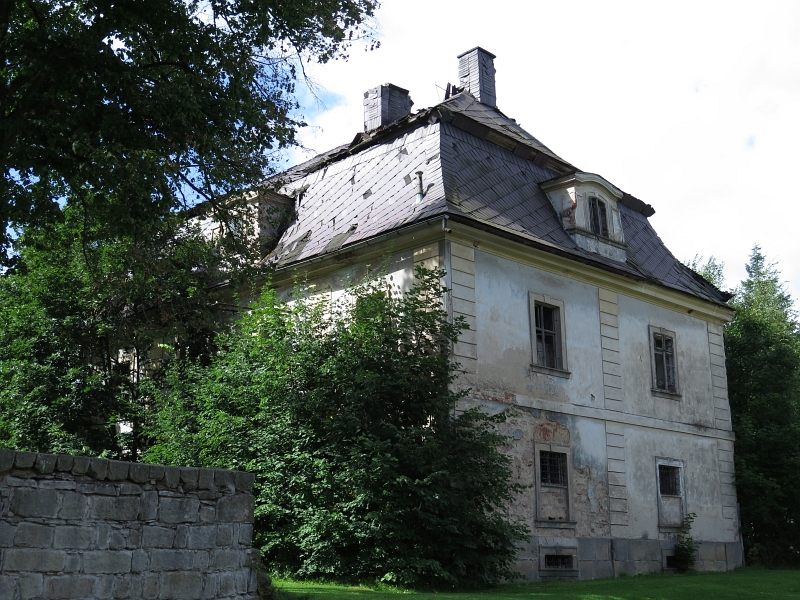
Plebania (2017)